# Зоряний яструб
Зоряний яструб (англ. Starhawk), справжнє ім'я Стакар Оґорд (англ. Stakar Ogord) — вигаданий персонаж, антигерой, з коміксів американського видавництва Marvel Comics. Він був створений сценаристом Стівом Ґербером і художником Салом Бушемою.
Стакарові судилося врешті-решт знову заселити своє дитяче тіло, проживаючи своє життя незліченну кількість разів. Завдяки знанням про майбутнє, він маніпулював подіями, щоб вплинути на те, що, на його думку, було найкращим результатом, називаючи себе «Той, хто знає». Цим він нажив собі багато ворогів, але його втручання і настанови також призвели до формування Вартових галактики в 31-му столітті.
Сильвестр Сталлоне виконав роль Стакара у фільмах Кіновсесвіту Marvel «Вартові галактики 2» (2017) та «Вартові галактики 3» (2023).

## Сили й здібності
Зоряний яструб володіє багатьма здібностями, деякі з них залишаються невідомими. Він має надлюдську силу, швидкість, витривалість, гнучкість, спритність і рефлекси. Він функціонально безсмертний і несприйнятливий до хвороб. Зоряний яструб може маніпулювати як світлом, так і темрявою, генеруючи енергетичні вибухи та міцні споруди. Він може літати на величезних швидкостях і має посилені органи чуття, включаючи передбачення, засновані на його спогадах з попередніх життєвих циклів. Однак на точність цих спогадів можуть впливати зовнішні фактори.

## Поза коміксами

### Кіновсесвіт Marvel
- У фільмах Кіновсесвіту Marvel роль Зоряного яструба, якого там називають просто Стакар, зіграв відомий американський актор Сильвестр Сталлоне. Ця версія є видною постаттю серед Варварців, космічних піратів. Персонаж з'являвся в наступних фільмах Marvel Studios — «Вартові галактики 2» (2017) та «Вартові галактики 3» (2023)[3].

### Відеоігри
- Комікс- і кіноверсії Зоряного яструба з'явились у відеогрі Lego Marvel Super Heroes 2 через доповнення «Classic Guardians of the Galaxy» і «Guardians of the Galaxy Vol. 2».[4][5]